# انتخابات الرئاسة المجرية 2012
انتخابات الرئاسة المجرية 2012 هي الانتخابات الرئاسية التي جرت في 2 مايو 2012، في المجر، لانتخاب رئيس المجر، فاز بالانتخابات يانوش أدير.